# La Cinq
La Cinq (literalmente O Cinco em português) foi um Canal de televisão da França que iniciou suas transmissões em Fevereiro de 1986 e acabou em Abril de 1992. 